# Lew Iwanowitsch Brusnizyn
Lew Iwanowitsch Brusnizyn (russisch Лев Иванович Брусницын; * 1784 in der Statthalterschaft Perm; † 15. Januarjul. / 27. Januar 1857greg. in Jekaterinburg) war ein russischer Bergbauingenieur.

## Leben

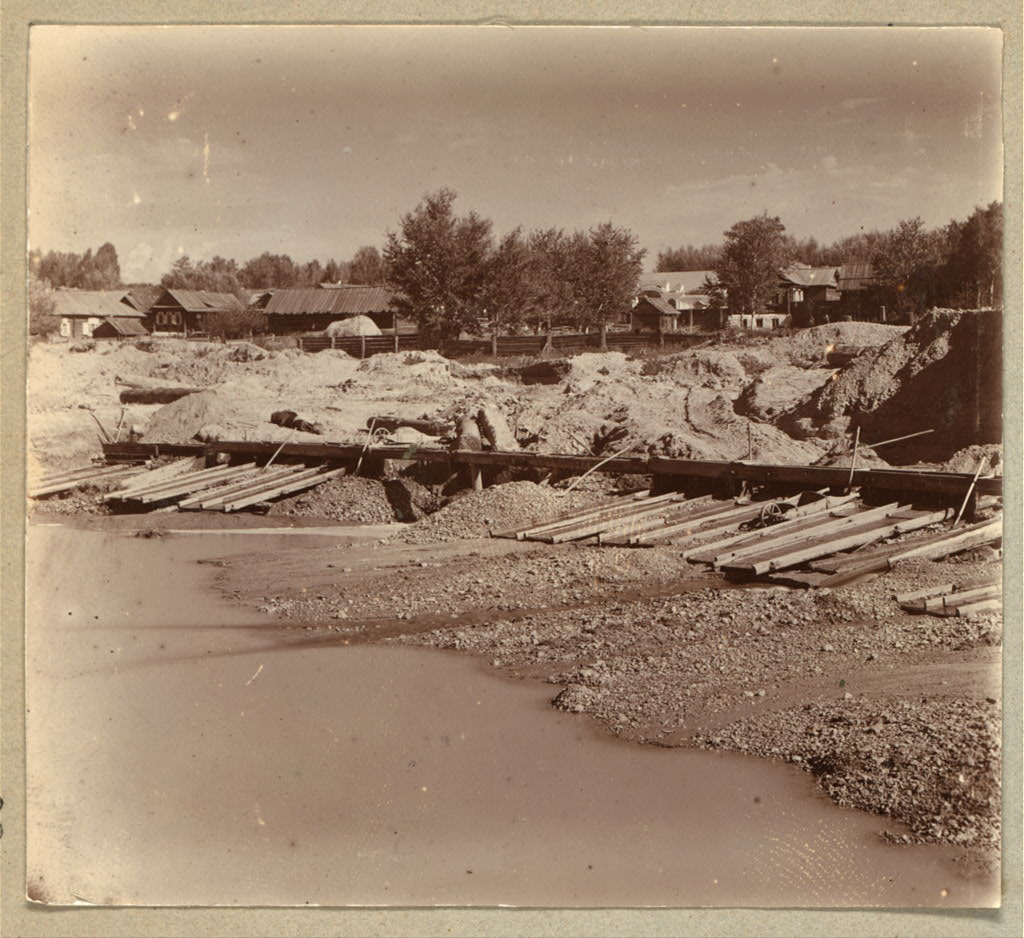
Goldwaschanlage an der Berjosowka (1910)

Brusnizyn stammte aus einer Handwerker- und Arbeiterfamilie. Ab Januar 1795 arbeitete er in der Kljutschewsker Goldauswaschfabrik bei Berjosowski als Wäscher wie ein Erwachsener, indem er auf langen seitlich gerahmten Holztafeln das zerkleinerte Erz wusch. 1808 wurde er Arbeiterbrigadeführer.
Als 1811 der Oberbergmeister Nikolai Alexejewitsch Schlenjow in den Ural kam, um die Prospektierung der Gold-Lagerstätten bei Werchni Ufalei zu leiten, machte er Brusnizyn zu seinem Mitarbeiter und förderte ihn. Brusnizyn entdeckte nun die ersten Gold-Seifen und legte Goldadern frei. Für diese erfolgreiche Arbeit wurde Brusnizyn außerhalb der staatlichen Rangklassifizierung zum Pochmeister entsprechend einem Unterpochsteiger ernannt.
1814 wurde Brusnizyn als Oberpochmeister in die Perwopawlowsk-Fabrik des Hüttenwerks Berjosowski geschickt, um dort die Aufsicht über die gesamte Goldproduktion zu übernehmen, nachdem dort Goldsande entdeckt worden waren. In den Tälern der Berjosowka und der Pyschma wurden weitere Goldfelder erforscht und erschlossen. Brusnizyn erweiterte seinen Arbeitsbereich im Ural und in Sibirien. 1819 begann die Arbeit an der oberen Neiwa, und 1821 wurde Goldseife an der Tschussowaja gefunden.
Als Schlenjow 1820 nach Arbeiterunruhen im Hüttenwerk Berjosowski seine Ämter verlor, wurde Brusnizyn Leiter des Hüttenwerks Berjosowski. 1826 wurde er Leiter des Hüttenwerks Pyschma. Weitere Werksleitungen folgten. Bis 1830 erhielt er neunmal eine Geldprämie von jeweils 100 bis 300 Rubel für neue Funde. 1832 erhielt er vom Komitee der Minister des Russischen Kaiserreichs eine Silbermedaille zum Tragen am Halse für seine ausgezeichneten Dienste. 1835 wurde er zum Obersteiger ernannt. Er konstruierte eine neue Waschanlage, die 1836 in Betrieb ging und mit der die Produktivität verdreifacht wurde. 1844 erfand er eine Wasch-Amalgamier-Anlage. Im Dezember 1845 ging er in den Ruhestand. In diesem Jahr wurden in Russland 47 % des weltweit produzierten Goldes gefördert, während es vor der Eröffnung der Uraler Werke nur 3 % waren. Im Ural gab es mehr als 200 Seifengoldfelder, aus denen bis zu 105 Pud Gold jährlich gewonnen wurde. Aus dem Werk Berjosowski wurden von 1814 bis 1861 18,9 t Gold ausgeliefert.
2014 wurde Brusnizyns Asche nach Berjosowski umgebettet. In Berjosowski steht ein von dem Bildhauer Konstantin Wassiljewitsch Grünberg geschaffenes Denkmal Brusnizyns.